# Dorothea Livio
Dorothea Livio (în ebraică:דורותיאה ליביו, cunoscută și ca Dorothy Livio, n. 21 februarie 1926 - d.21 decembrie 2023) a fost o cântăreață de operetă și muzică ușoară și actriță israeliană, originară din România.

## Biografie
Dorothea Livio s-a născut în România în 1926 într-o familie de evrei.
Ea și-a început cariera artistică la vârsta de 15 ani, făcându-și debutul pe scena Teatrului evreiesc Barașeum din București, în anii celui de-al doilea război mondial. Primul ei soț a fost Liviu Rubio, regizor și critic de teatru, cu care a născut un băiat, viitorul astrofizician israelo-american Mario Livio.
În anul 1945 Liviu Robio a părăsit România pentru Paris, deoarece se temea de represiuni politice. Soția i s-a alăturat după un an, lăsându-și temporar copilul în grija bunicii. În 1950 ea a divorțat și a emigrat în Israel. Ea s-a reunit acolo cu fiul ei și s-a căsătorit ulterior cu dirijorul, compozitorul și aranjorul Paul Kosla (1922-2004), cu care a avut un al doilea fiu, Eilon.
Livio s-a distins în anii 1950 ca solistă de spectacole de revistă, musicaluri și operetă, între altele, la Teatrele de revistă „Li La Lo” și apoi „Do Re Mi” din Tel Aviv, al lui George Val, făcând parte din ceea ce ziaristul Amnon Dankner a numit "centura românească" a vieții de divertisment din Tel Aviv. A cântat ca solistă principală în operete ca de pildă „Silvia - Prințesa Ceardașului”, „Contesa Marița” de Kálmán, și „Bal la Savoy” și „Victoria și al ei husar” de Paul Abraham alături de artiști ca Geta Luca, Sara Rubin, Alexander Yahalomi și alții. 
Ea a întreprins numeroase turnee în lume, inclusiv în Australia în cadrul unor spectacole  de revistă și operetă.

## Premii și onoruri
- 2006 - La împlinirea vârstei de 80 ani, artista a fost celebrată printr-un spectacol intitulat „O viață de artist” și pe unul din canalele de  israeliene de televiziune

## Cărți
- My life - On and Off Stage, autobiografie, 2010